# Karate ai Giochi della XXXII Olimpiade - 55 kg femminile
La gara di Kumite 55 kg è la prima categoria femminile di peso per il Karate ai Giochi della XXXII Olimpiade; la gara si è svolta il 5 agosto 2021 presso il Nippon Budokan di Tokyo. Vi hanno partecipato 9 atleti in rappresentanza di altrettanti paesi.

## Formato
La competizione prevedeva una fase a gironi, composta da due pool, e una fase a eliminazione diretta. Il girone A era composto da quattro atleti mentre il girone B da cinque. I due migliori atleti di ogni girone si qualificano per le semifinali dove il primo classificato del girone A compete contro il secondo classificato del girone B e viceversa. La competizione non prevedeva nessuna finale per la medaglia di bronzo che è stata assegnata agli atleti sconfitti nelle semifinali.

## Risultati

### Finali
|  | Semifinali        | Semifinali        | Semifinali        |                   |               | Finale        | Finale | Finale |  |
|  |                   |                   |                   |                   |               |               |        |        |  |
|  | Ivet Goranova     | Ivet Goranova     | 4                 |                   |               |               |        |        |  |
|  | Ivet Goranova     | Ivet Goranova     | 4                 |                   |               |               |        |        |  |
|  | Bettina Plank     | Bettina Plank     | 3                 |                   |               |               |        |        |  |
|  | Bettina Plank     | Bettina Plank     | 3                 |                   | Ivet Goranova | Ivet Goranova | 5      |        |  |
|  |                   |                   |                   |                   | Ivet Goranova | Ivet Goranova | 5      |        |  |
|  |                   |                   | Anželika Terljuha | Anželika Terljuha | 1             |               |        |        |  |
|  | Anželika Terljuha | Anželika Terljuha | Anželika Terljuha | Anželika Terljuha | 1             | 4             |        |        |  |
|  | Anželika Terljuha | Anželika Terljuha |                   |                   |               |               |        |        |  |
|  | Wen Tzu-yun       | Wen Tzu-yun       | 4                 |                   |               |               |        |        |  |

### Pool A
| Pos. | Atleta         | Incontri            | Incontri                 | Incontri        | Incontri           | Riassunto | Riassunto | Riassunto | Riassunto | Riassunto | Punti | Punti | Punti | Punti |
| Pos. | Atleta         | Bulgaria (bandiera) | Taipei cinese (bandiera) | Iran (bandiera) | Turchia (bandiera) | Bout      | W         | D         | L         | Pts       | Tot.  | Yuko  | W-a   | Ippon |
| ---- | -------------- | ------------------- | ------------------------ | --------------- | ------------------ | --------- | --------- | --------- | --------- | --------- | ----- | ----- | ----- | ----- |
| 1    | Ivet Goranova  | -                   | 5:2                      | 5:2             | 5:1                | 3         | 3         | 0         | 0         | 6         | 15:5  | 4:3   | 4:1   | 1:0   |
| 2    | Wen Tzu-yun    | 2:5                 | -                        | 5:1             | 5:4                | 3         | 2         | 0         | 1         | 4         | 12:10 | 6:3   | 3:2   | 0:1   |
| 3    | Sara Bahmanyar | 2:5                 | 1:5                      | -               | 5:4                | 3         | 1         | 0         | 2         | 2         | 8:14  | 5:8   | 0:3   | 1:0   |
| 4    | Serap Özçelik  | 1:5                 | 4:5                      | 4:5             | -                  | 3         | 0         | 0         | 3         | 0         | 9:15  | 4:5   | 1:2   | 1:2   |

### Pool B
| Pos. | Atleta             | Incontri           | Incontri           | Incontri            | Incontri              | Incontri          | Riassunto | Riassunto | Riassunto | Riassunto | Riassunto | Punti | Punti | Punti | Punti |
| Pos. | Atleta             | Ucraina (bandiera) | Austria (bandiera) | Giappone (bandiera) | Kazakistan (bandiera) | Egitto (bandiera) | Bout      | W         | D         | L         | Pts       | Tot.  | Yuko  | W-a   | Ippon |
| ---- | ------------------ | ------------------ | ------------------ | ------------------- | --------------------- | ----------------- | --------- | --------- | --------- | --------- | --------- | ----- | ----- | ----- | ----- |
| 1    | Anželika Terljuha  | -                  | 0:0                | 4:0                 | 4:4                   | 1:0               | 4         | 2         | 2         | 0         | 6         | 9:4   | 3:2   | 0:1   | 2:0   |
| 2    | Bettina Plank      | 0:0                | -                  | 2:6                 | 4:3                   | 3:1               | 4         | 2         | 1         | 1         | 5         | 9:10  | 6:5   | 0:1   | 1:1   |
| 3    | Miho Miyahara      | 0:4                | 6:2                | -                   | 11:2                  | 3:5               | 4         | 2         | 0         | 2         | 4         | 20:13 | 4:7   | 2:0   | 4:2   |
| 4    | Moldir Zhangbyrbay | 4:4                | 3:4                | 2:11                | -                     | 7:2               | 4         | 1         | 1         | 2         | 3         | 16:21 | 8:6   | 4:0   | 0:5   |
| 5    | Radwa Sayed        | 0:1                | 1:3                | 5:3                 | 2:7                   | -                 | 4         | 1         | 0         | 3         | 2         | 8:14  | 5:6   | 0:4   | 1:0   |